# غليسرألديهيد
غليسرألديهيد (غليسرال) (بالإنجليزية: Glyceraldehyde)‏ هو سكر أحادي من السكريات الثلاثية يمتلك الصيغة الجزيئية C3H6O3. وهو السكر الأبسط من بين السكريات الألديهيدية الشائعة، وهو حلو المذاق، وعديم اللون، وهو مركب بلوري صلب ومركب وسطي في عمليات أيض الكربوهيدرات. وكلمة غليسرألديهيد أتت من دمج كلمتي غليسرين وألديهيد لأن الغليسرألديهيد هو مجرد غليسيرين تم استبدال مجموعة هيدروكسيميثيلين واحدة منه لتحل محلها مجموعة ألديهيد.